# Орден Святителя Макария, митрополита Московского
Орден Святителя Макария, митрополита Московского — орден Русской православной церкви. Посвящён святителю Московскому Макарию.

## История ордена
Орден учреждён определением патриарха Московского и всея Руси Алексия II и Священного синода от 17 июня 2001 года в ознаменование 2000-летия Рождества Христова. Святитель Московский Макарий известен как выдающийся церковный просветитель, сделавший много для составления житий и канонизации русских святых.

## Статут ордена
Орденом награждаются:
- церковные лица
- светские лица

Награждение производится за значительный личный вклад в развитие церковной науки и духовного просвещения.
Орден празднуется 30 декабря (12 января), в день памяти святого.
Ордену Святителя Макария, митрополита Московского присвоен Успенский собор Московского Кремля, где хранятся святые мощи святителя Макария. В соборе хранятся орденское знамя, списки орденоносцев и регалии ордена.
Награждённым орденом Святителя Макария, митрополита Московского, лицам поручается попечение о развитии богословской науки, православном образовании и педагогике, о молодёжных православных движениях и книгоиздательстве, а также забота о престарелых преподавателях учебных заведений Русской Православной Церкви.
Орден имеет три степени.
Награждённому вручаются:
- знак ордена,
- грамота.

## Описание ордена

### I степень
Знак ордена представляет собой четырёхконечный позолоченный крест с расширяющимися концами в виде свитков, окантованный выпуклым рантом и покрытый белой эмалью. На крест возложена позолоченная митра, увенчанная крестом. В центре знака — круглый медальон с рельефной позолоченной монограммой «СМ» (святитель Макарий) на белом эмалевом фоне. Вокруг медальона расположен пояс, покрытый рубиновой эмалью и окантованный рантом в виде жгута. На поясе помещена стилизованная надпись: ЗА ДУХОВНОЕ ПРОСВЕЩЕНИЕ. Буквы надписи позолочены. В нижней части пояса помещён лавровый венок. Знак посредством ушка крепится к орденской ленте. На обратной стороне орден имеет номер, зарегистрированный в Наградной комиссии. Материалы: серебро с позолотой, холодная эмаль. Размеры знака ордена: 55×63 мм.
Звезда ордена — позолоченная, восьмиконечная, образованная гладкими лучами. В центре звезды расположен круглый медальон с образом святителя Макария, выполненный в технике художественной финифти. Изображение поясное, правая рука — благословляющая, в левой — Святое Евангелие. По сторонам, над плечами, стилизованная надпись: слева — СВТ. МАКАРИЙ, справа — МТР. МОСК. (святитель Макарий, митрополит Московский). Вокруг медальона расположен пояс, покрытый рубиновой эмалью, обрамлённый выпуклой позолоченной окантовкой в виде жгута. На поясе помещён стилизованный девиз: ЗА ДУХОВНОЕ ПРОСВЕЩЕНИЕ. Буквы надписи позолочены. В нижней части пояса помещён лавровый венок. Пояс обрамлён фианитами. В оглавии медальона позолоченная митра увенчанная крестом. На обратной стороне орден имеет номер, зарегистрированный в Наградной комиссии. Материалы: серебро с позолотой, холодная эмаль, фианиты, финифть. Размеры звезды ордена: 90×90 мм. Крепление: булавка.
Лента ордена шелковая муаровая, бордового цвета с двумя белыми узкими полосами по краям, шириной 100 мм, носимая чрез левое плечо светскими лицами, архиереями и клириками носимая на шее.
Звезда ордена носится на правой стороне груди и, при наличии других орденов Русской Православной Церкви, располагается среди них в порядке старшинства вслед за орденом преподобной Евфросинии, великой княгини Московской I степени.
Планка ордена представляет собой прямоугольную металлическую пластину, обтянутую муаровой лентой бордового цвета с белыми узкими полосами по краям. В центре орденской планки расположена миниатюрная золотистая звезда ордена. Размеры планки ордена: 28×14 мм. Крепление: булавка.
Планка ордена может носиться на повседневной одежде, и располагается в таких случаях на левой стороне груди. При наличии других орденов Русской Православной Церкви планка ордена Святителя Макария, митрополита Московского I степени располагается в порядке старшинства вслед за орденом преподобной Евфросинии, великой княгини Московской I степени.

### II степень
Знак ордена представляет собой четырёхконечный серебристый крест с расширяющимися концами в виде свитков, окантованный выпуклым рантом и покрытый белой эмалью. В центре знака — круглый золотистый рельефный медальон с образом святителя Макария. Изображение поясное, правая рука — благословляющая, в левой — Святое Евангелие. По сторонам, над плечами святого, стилизованная надпись: слева — СВТ. МАКАРИЙ, справа — МТР. МОСК. (святитель Макарий, митрополит Московский). Вокруг медальона расположен пояс, покрытый рубиновой эмалью и обрамлённый выпуклой золотистой окантовкой в виде жгута. На поясе помещена надпись: ЗА ДУХОВНОЕ ПРОСВЕЩЕНИЕ. Буквы надписи золотистые. В нижней части пояса помещён лавровый венок. Знак посредством ушка, кольца и треугольной планки крепится к орденской ленте. На обратной стороне орден имеет номер, зарегистрированный в Наградной комиссии. Материалы: мельхиор с серебрением и частичной позолотой, холодная эмаль. Размеры знака ордена: 45×45 мм.
Звезда ордена — восьмиконечная, образованная гладкими лучами. Диагональные лучи выполнены из латуни с серебрением, вертикальные и горизонтальные лучи позолочены. В центре звезды — круглый медальон с рельефной позолоченной монограммой «СМ» (святитель Макарий) на белом эмалевом фоне. Вокруг медальона расположен пояс, покрытый рубиновой эмалью и окантованный рантом в виде жгута. На поясе помещена стилизованная надпись: ЗА ДУХОВНОЕ ПРОСВЕЩЕНИЕ. Буквы надписи золотистые. В нижней части пояса помещён лавровый венок. На обратной стороне орден имеет номер, зарегистрированный в Наградной комиссии. Материалы: мельхиор с серебрением и позолотой, холодная эмаль. Размеры звезды ордена: 90×90 мм. Крепление: булавка.
Лента шелковая муаровая, бордового цвета с двумя белыми узкими полосами по краям, шириной 40 мм, носимая на шее.
Звезда ордена носится на правой стороне груди и при наличии других орденов Русской Православной Церкви располагается среди них в порядке старшинства вслед за орденом преподобной Евфросинии, великой княгини Московской II степени.
Планка ордена представляет собой прямоугольную металлическую пластину, обтянутую муаровой лентой бордового цвета с двумя белыми узкими полосами по краям. В центре орденской планки расположена миниатюрная двухцветная звезда ордена. Размеры планки ордена: 28×14 мм. Крепление: булавка.
Планка ордена может носиться на повседневной одежде, и располагается в таких случаях на левой стороне груди. При наличии других орденов Русской Православной Церкви планка ордена Святителя Макария, митрополита Московского 2 степени располагается в порядке старшинства вслед за орденом преподобной Евфросинии, великой княгини Московской II степени.

### III степень
Знак ордена представляет собой четырёхконечный золотистый крест с расширяющимися концами в виде свитков, окантованный выпуклым рантом и покрытый белой эмалью. В центре знака — круглый золотистый рельефный медальон с образом Святителя Макария. Изображение поясное, правая рука — благословляющая, в левой — Святое Евангелие. По сторонам, над плечами святого, стилизованная надпись: слева — СВТ. МАКАРИЙ, справа — МТР. МОСК. (святитель Макарий, митрополит Московский). Вокруг медальона расположен пояс, покрытый рубиновой эмалью и обрамлённый выпуклой золотистой окантовкой в виде жгута. На поясе помещена надпись: ЗА ДУХОВНОЕ ПРОСВЕЩЕНИЕ. Буквы надписи золотистые. В нижней части пояса помещён лавровый венок. Между ветвями креста расположены серебристые группы гладких лучей, по семь лучей в каждой группе. На обратной стороне орден имеет номер, зарегистрированный в Наградной комиссии. Материалы: мельхиор с серебрением и частичной позолотой, холодная эмаль. Размеры знака ордена: 55×55 мм. Крепление: булавка.
Знак ордена носится на правой стороне груди и, при наличии других орденов Русской Православной Церкви, располагается среди них в порядке старшинства вслед за орденом преподобной Евфросинии, великой княгини Московской III степени.
Планка ордена представляет собой прямоугольную металлическую пластину, обтянутую муаровой лентой бордового цвета с двумя белыми узкими полосами по краям. В центре орденской планки расположен миниатюрный знак ордена. Размеры планки ордена: 28×14 мм. Крепление: булавка.
Планка ордена может носиться на повседневной одежде, и располагается в таких случаях на левой стороне груди. При наличии других орденов Русской Православной Церкви планка ордена Святителя Макария, митрополита Московского 3 степени располагается в порядке старшинства вслед за орденом преподобной Евфросинии, великой княгини Московской III степени.